# Tertry, Somme
Tertry là một thị trấn ở tỉnh Somme trong vùng Hauts-de-France, Pháp.

## Địa lý
Thị trấn này có cự ly khoảng 32 dặm Anh về phía đông của Amiens, trên giao lộ đường D44 và đường D45.

## Dân số
| 1962                                                  | 1968 | 1975 | 1982 | 1990 | 1999 |
| ----------------------------------------------------- | ---- | ---- | ---- | ---- | ---- |
| 173                                                   | 174  | 129  | 157  | 185  | 186  |
| Số liệu dân số từ năm 1962, dân số không tính hai lần |      |      |      |      |      |